# Katarynka (instrument muzyczny)

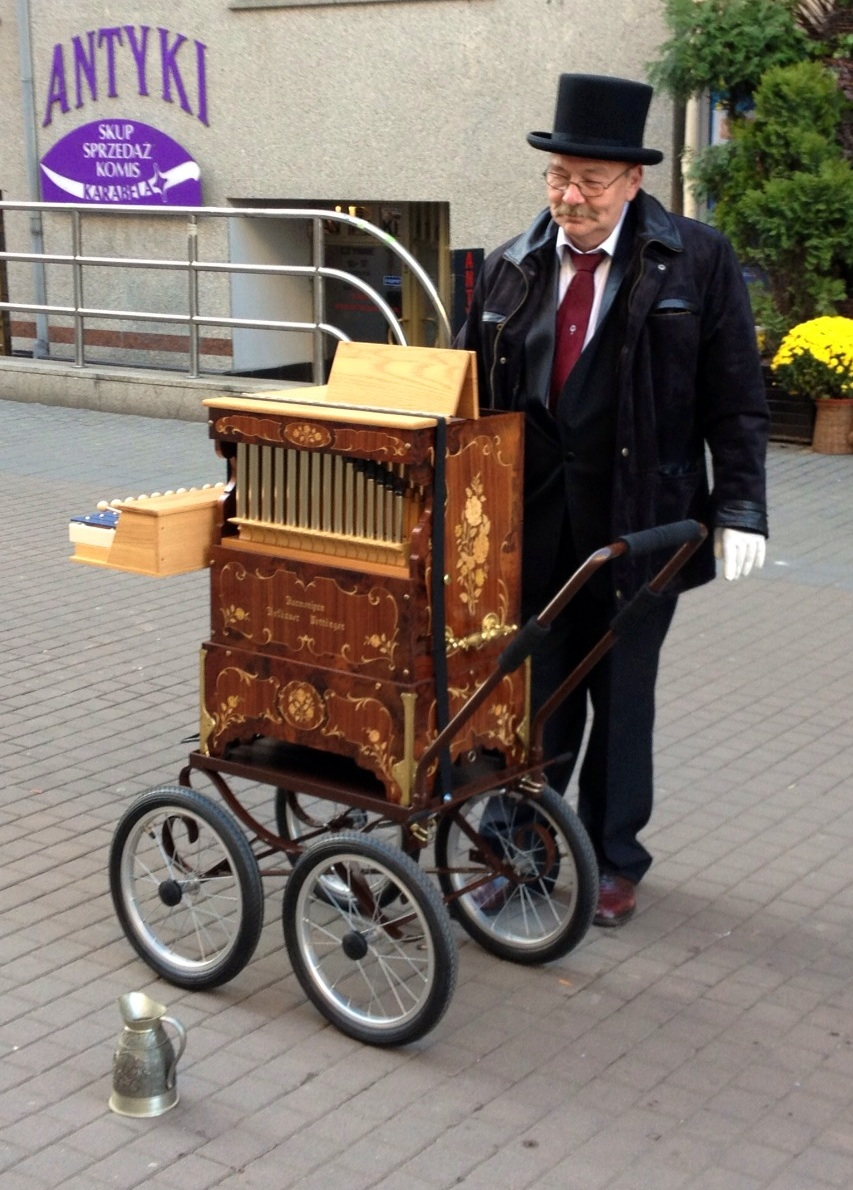
Kataryniarz, Katowice ul. Stawowa, 2012 r.

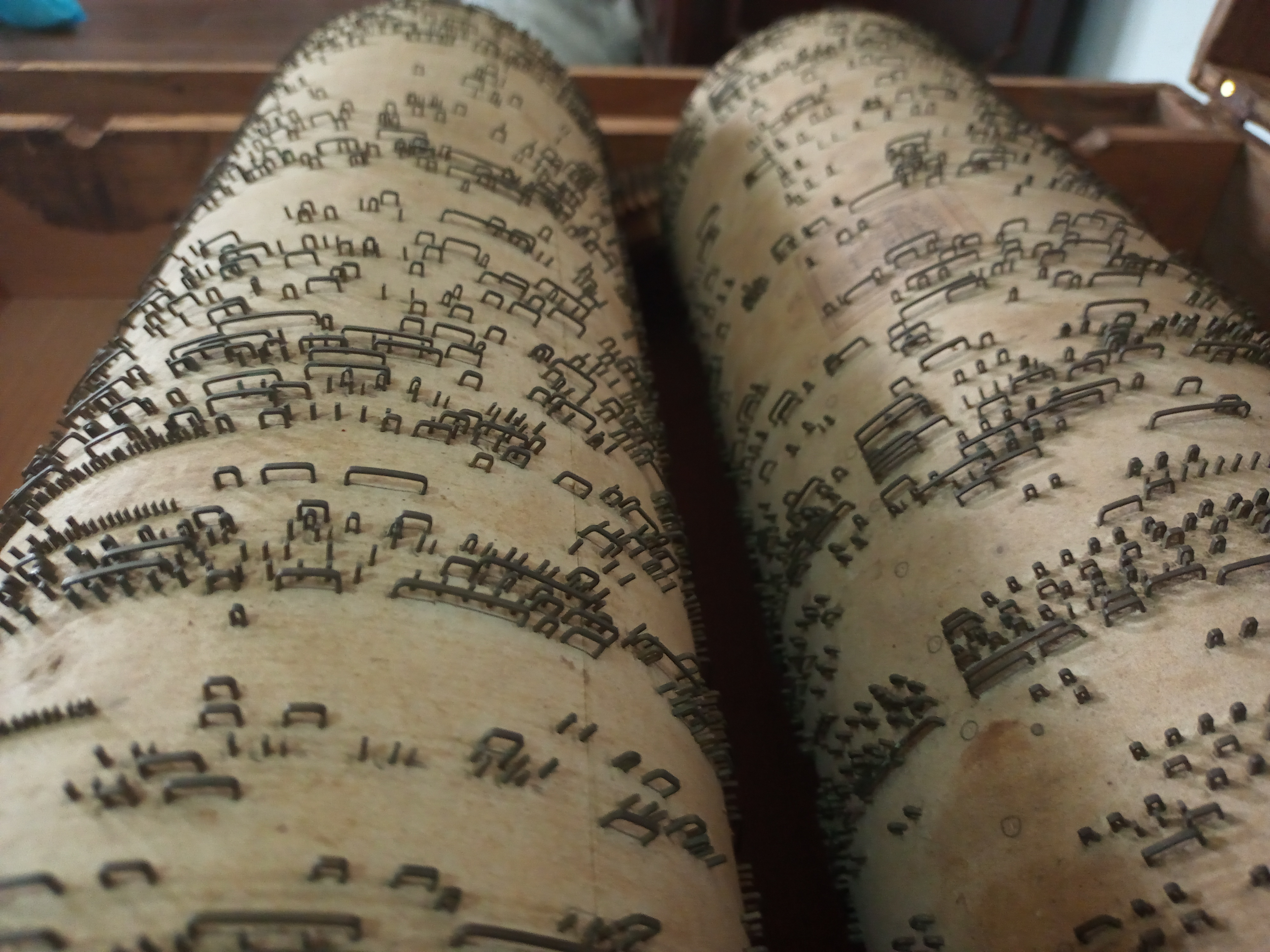
Wałki melodyczne

Katarynka – przenośne pudło grające, instrument muzyczny mechaniczny z grupy aerofonów z piszczałkami wargowymi, na którym gra się za pomocą korby wprawiającej w ruch miech (ew. miechy) i tzw. mechanizm rozdzielający powietrze.
Kręcenie korbą powoduje ruch miechów, tłoczących powietrze do wiatrownicy, a także obraca wałek melodyczny, którego zadaniem jest otwieranie w odpowiedniej kolejności i na odpowiedni czas kanałów, kierujących powietrze do właściwych piszczałek. Na drewnianym wałku zakodowana jest melodia, zgięte druciki lub drewniane kołeczki ułożone są według określonego schematu i przesuwane pod mechanizmem odczytującym otwierają wentyle nad konkretnymi piszczałkami.
Mechanizm katarynki mieścił się w ozdobnej obudowie skrzynkowej, często na wieczku znajdowały się figurki obracające się podczas gry instrumentu.
Katarynkę wynalazł Giovanni Barberi z Modeny w 1 poł. XVIII wieku. W Polsce występowała od drugiej połowy XVIII wieku.
Gra na katarynce nie wymaga żadnego przygotowania muzycznego – sprowadza się jedynie do kręcenia korbą.
Repertuar katarynek to popularne pieśni ludowe, fragmenty oper i operetek, czasem pieśni narodowe.
Polska nazwa katarynka pochodzi od laleczki zwanej Katarzynką (niem. Kathrinchen), umieszczanej na wieczku tych instrumentów w Niemczech. 
Katarynka w XIX wieku stosowana była także jako instrument domowy, nieco większy od ulicznego. Towarzyszyła pokazom, teatrzykom lalkowym itp.. Odmianą i prototypem katarynki była serynetka, stosowana od XVII wieku do nauki śpiewu ptaków. Do katarynek można dodać własny utwór.